# 許家印
許 家印（きょ かいん、シュー・ジアイン、Xu Jiayin、1958年10月9日 - ）は、中華人民共和国の実業家、会社経営者。不動産開発会社「恒大集団」の創業者、代表取締役会長・共産党委員会書記。

## 概要
1958年に中国河南省太康県の高賢郷の小さな農村の聚台崗で誕生。父親は国民革命軍の一員として日本軍と戦った元傷痍軍人だが、1歳のときに母親が敗血症で亡くなり、父および祖母のもとで育てられることになった。
1975年に地元の高校を卒業し、地元で肥料の掘出でトラクターの運転をした後、セメント工場で2年ほど働いたが、文化大革命の悪影響で停止してしまっていた大学入試が再開されることになったので大学を受験しようと決意。1年目の受験は不合格となったものの、2年目には武漢鋼鉄学院（武漢にあった、鉄鋼技術者を養成するための大学。現在の武漢科技大学）に3番という優秀な成績で合格。その大学で金属材料や熱処理を専攻した。学生時代は貧しく、いつも堅いパンを食べ、服も1着しかなかった、と本人が当時のことを自伝で明かしている（当時の中国の大学生は概して貧しく「服が2～3着しかなかった」という学生は一般的だったが、許家印はそんな学生たちの中でも特に貧しかった）。
1982年に大学を卒業。当時中国では就職先は自分の意思では決められず政府に決められた仕事につかなければならなかったので、政府の指示どおりに河南省の舞陽鋼鉄公司に就職。鉄工所で技術者として10年ほど勤務した。
1992年、舞陽鋼鉄公司を退職し広東省深圳に行くと決断。1992年に元最高指導者の鄧小平が「南巡講話」を行うなどして深圳は改革開放、経済発展の動きが起き始めていたのでそこに行って自分も一旗揚げようと考えたのだった。今度は自分の意思で深圳で貿易会社に入社。中国では1980年代後半から住宅制度改革が行われ、1990年代からは住宅販売が解禁された、という状況を見ていた許家印は、その貿易会社で勤務しつつ、これから不動産のビジネスが伸びるはずだと考え、みずから社長とかけあい不動産を扱う事業部を立ち上げ、実績を出した。
1997年3月、自身の不動産会社「恒大地産集団」を創業。当初は従業員数が20人弱で、こぶりな部屋を配した集合住宅を扱った。中国では1990年代から不動産市場は好調だったので、恒大は順調に成長し、2004年には広州市最大の不動産デベロッパーにまで成長した。
許家印の会社「恒大地産集団」は2009年に香港株式市場に「中国恒大」として上場。同時期に香港の高台にある465平方メートルの豪邸を手に入れた。2016年には社名を中国恒大集団に変更。同年、ケイマン諸島の関連会社を通じてスーパーヨットを購入。香港のヨットクラブの中でも目立つ存在であった。2017年時点ではグループの従業員数は10万2454人となっていた。
2017年には、許家印個人が中国の富豪ランキングで第1位つまり個人資産の額の大きさで中国第1位にいたという。
2019年時点のフォーブスの評価では許家印個人は「2019年3月時点で362億ドルの資産を有しており、世界22位で中国3位の富豪」とされていた。
許家印の個人資産の大部分は、中国恒大の株式である。その株価の変動によって彼の資産価値は大きく上下する。
2020年時点で許家印は中国国内で5位の富豪だとされていた。だが2021年に恒大集団が経営危機に陥り、同社の株価が下落した結果、許家印の個人資産の価値も大きく目減りし、富豪ランキングでも中国で第70位に転落した。
恒大集団が資金繰りに窮している状態に対応するために、許家印個人も苦肉の策で個人資産を抵当に入れたり売却するなどして資金を調達しているという。許家印はいくつも邸宅を保有しているが、そのひとつを中国建設銀行の抵当に入れて借金をして確保したほか、さらに2021年11月10日には香港に所有する自宅も抵当に入れたことが報道により判明。それは「山頂」という香港の高級住宅地にある一戸建てで市場価値は8億香港ドル（およそ116億円）相当のものだという。この邸宅は2022年11月1日に銀行によって差し押さえられ、2023年3月には管財人により売りに出された。このほか2021年12月10日には債権者によって、担保に入れていていた4億9200万香港ドルに相当する恒大集団株が売却され、恒大集団の株式保有比率が61.88%から59.78%に低下した。このように、許家印の個人資産は猛烈な勢いで縮小してきており、2023年の資産ランキングでは200億元（約4000億円）で世界第1100位と、ピーク時の約10分の1になったと推定されている。
2023年9月に警察当局に連行され、それ以降は指定場所で監視下に置かれており、許家印への接触が難しくなっていることが同月27日に報じられた。同年9月28日、恒大集団は、許家印が犯罪を犯した疑いで法令に基づく処分を受けたと発表した。
2024年3月に中国証券監督管理委員会は、経営危機に陥った中国恒大集団の子会社に対し、2019～20年に売上高を合わせて約5640億元分の水増しがあったとして、41億7500万元（約900億円）の罰金を科した。また、これにより許家印は業界永久追放の処分などを科された。

## 私生活
舞陽鋼鉄公司で出会った丁玉梅と結婚、2人の息子がいる。二人の息子は幼い頃からカナダに留学しており妻も同行した。妻は中国で義母の世話もしている。

## 関連書籍
- 許家印：締造地産與足球的雙料傳奇 (繁体中文版 Traditional Chinese Edition) - 繁体の中国語で出版されている本人の自伝。Amazonのkindle版あり
- 郭宏文 徐亜輝 著『恒大許家印：苦難是我珍貴的財富-風華人物中国夢書系』台海出版社、2017年、ISBN 978-7516815878

| ビジネス | ビジネス                                 | ビジネス    |
| -------- | ---------------------------------------- | ----------- |
| 新設     | 恒大集団代表取締役会長 1997年–現在       | 現職        |
| 新設     | 恒大地産代表取締役会長 1997年–2021年     | 次代 趙長龍 |
| 党職     |                                          |             |
| 新設     | 中国共産党恒大集団委員会書記 2002年–現在 | 現職        |